# So Big
So Big je píseň amerického popového zpěváka Iyaze. Píseň pochází z jeho debutového alba Replay. Produkce se ujal producent J. R. Rotem.

## Hitparáda
| Země   | Umístění |
| ------ | -------- |
| Irsko  | 46       |
| Anglie | 40       |